# Нимнгакан
Нимнгакан (нимнгакан у эвенков Якутии и Приамурья; нимкан у сахалинских эвенков; улгур  у забайкальских эвенков) — эпическое произведение в эвенкийском фольклоре, рассказывающее о подвигах эвенкийских богатырей и предках эвенкийского народа.

## Термин
Слово «нимнгакан» означает эпическое сказание, но у некоторых групп эвенков оно может обозначать ещё и другие жанры фольклора (например сказки и мифы)

## Изучение и запись
Впервые эпические сказания эвенков начал изучать учёный И. Георги. Он записал сказание о Долодае и в 1775 году опубликовал его в переводе на немецкий язык. В предисловии к своей публикации учёный писал, что у эвенков «в большом ходу пение, правда, несколько однообразное, но довольно приятное»и «в их песнях идет речь о любви, охоте, оленях, красивых местностях, о храбрых подвигах предков, часто о чудесах и приключениях. Некоторые из этих песен очень длинные, поэтому их не всегда поют, а иногда и рассказывают» По мнению ученого А. Н. Мыреевой « под песнями здесь, несомненно, подразумеваются героические сказания, поскольку эвенкийские песни всегда короткие и не имеют прозаических вставок».
В советское время изучением фольклора эвенков Прибайкалья занимался М. Г. Воскобойников. Он издал два сборника эвенкийского фольклора на русском языке, где были опубликованы три нимнгакана: «Кулудай-Мэргэн», «Ятэкэ» и «Дэлэдур». Затем после он издал собрание различных эвенкийских фольклорных текстов, где опубликовал ещё несколько сказаний. Большой вклад в изучение эвенкийского фольклора внесла Г. М. Василевич. Также много сказаний записали, опубликовали и перевели А. Н. Мыреева и А. В. Романова.

## Типы нимнгаканов
Учёный М. Г. Воскобойников выделял три типа нимнгаканов: западный (соответствующие тексты учёный именует преданиями исторического характера), восточный и забайкальский. У северо-западных эвенков наличие героических сказаний в традиционной песенной форме не засвидетельствовано. От западных эвенков были записаны предания и легенды о богатырях, которые нельзя относить к традиционным эвенкийским нимнгаканам, так как эти тексты по своему содержанию и художественной форме значительно отличаются от сказаний других эвенков. Образцами такого типа можно назвать предания: «Уриан и Малуна», «Витязи Юнгкээбил и Юрэн», «Племя Майаат». Тексты такого типа называются «хосунным эпосом».
Исследование сказаний о хосунах (богатырях, предводителях родов) проводил учёный Гурвич И. С., установив наличие таких сказаний у якутов, эвенков, долган, нганасан. Он пришел к выводу, что хосунные сказания первоначально оформились у эвенков и основывались на воспоминаниях о борьбе тунгусских племен с юкагирами за обладание богатыми охотничьими угодьями низовий Оленека и Лены
Большинство эпических сказаний записано у восточных эвенков.

## Сказители нимнгаканов
Знаменитыми сказителями эпических сказаний у эвенков в прошлом веке были: Гаврила из рода Эдян, Семен Савин, А. Е. Семенова из рода Эдян, Семен Заболоцкий, Александр Колесов и другие. Самым крупным сказителем считается Н. Г. Трофимов из рода Бута. От него записаны два самых самых больших нимнгакана: «Иркисмондя-богатырь» (в этом огромном нимнгакане рассказывается о четырёх поколениях героев, по размеру это сказание не уступает крупным якутским олонхо) и «Торгандун Среднего мира», а также «Всесильный богатырь Дэвэлчэн в расшитой-разукрашенной одежде», «Храбрый Содани-богатырь» «Славный подвиг Гарпанчи-спасителя рода Эвенкийского» и многие другие.
Исполнение нимнгакана начиналось вечером. Сказитель садился на почетном месте-«малу» и оттуда начинал исполнять сказание. Повествование обычно сказывалось, а диалоги и монологи героев сказитель пел, причем для каждого героя своим голосом. Длинное сказание иногда сказывалось много вечеров подряд.

## Структура нимнгакана
Композиционная структура во всех эвенкийских эпических сказаниях более менее постоянная.
```
1.Зачин-вступление:
  а) сообщается о том ,что описываемые события происходили очень давно
  б) описание местности,где живет герой
  в)описание главного героя (или героев)
2. Завязка
  а) случается несчастье  (похищение сестры,нападение врагов и так далее)
  б) герой желает увидеть мир  (идет освобождать сестру и другие варианты)
  в) героическое сватовство
3. Кульминация
  а) борьба с врагами 
  б) борьба с братьями будущей жены 
4. Развитие действия
   а) женитьба героя
   б) переезд семьи героя на его родину
```

Материалы по эвенкийскому эпосу свидетельствуют о том, что он состоит из древних элементов (добывание невесты, борьба с чудовищами и др.), присущих догосударственному эпосу.

## Художественные приемы
Как и в эпических произведения других народов, в нимнгаканах используются так называемые «эпические формулы»: зачин, описание гнева богатыря, богатырской скачки, женской красоты и др. Все эти формулы являются общими для всех эвенкийских эпических сказаний и находят параллели в эпических произведениях других народов. Вот например описание богатырского гнева:
```
  
...Услышав это,

    Сильный человек не мог сдержаться.
    С обоих его висков
    Десять снопов искр полыхнули.
    С десяти его пальцев
    Брызнула жидкая кровь.
    От сильного гнева
    На одну пядь вырос вверх,
    На четыре пальца раздался вширь,
    Глаза его наполнила гневная кровь,
    В грудь вошла сердитая кровь,
    В сердце ударила отважная кровь,
    К коленям хлынула дерзкая кровь,
    Живот его залила густая кровь.
    Одежда,в которую он был одет,
    Чуть не лопнула...
```

Также используется много постоянных эпитетов: «трехлучистое восходящее солнце», «звонкое имя», «вечнозеленая трава», «с восемью звонкими копытами дикий олень» и многие другие.

## Взаимодействие нимнгаканов с эпическими произведениями соседних народов
Г. М. Василевич отметила в нимнгаканах влияние эпических традиций якутов, бурят и монголов. Например имена некоторых эвенкийских эпических героев монгольские: Акширэ-Бакширэ, Хани Гэхэр Богдо,Куладай Мэргэн,Арсалан Бакши. Г. М. Василевич высказала предположение, что «общие поэтические традиции складывались в глубокой древности, когда тюрко- и монголоязычные племена были такими же охотниками, как и тунгусоязычные, и скотоводство у них только зарождалось». Учёный Пухов И. В.,сопоставив материалы якутских олонхо и эвенкийских нимнгаканов пришел к выводу, что есть разные по времени взаимовлияния в эпосе этих народов. Некоторые общие черты олонхо и нимнгаканов имеют древние истоки и относятся к самому раннему периоду исторических и культурных контактов.